# Prowincja Bururi
Bururi – jedna z 17 prowincji w Burundi, znajdująca się w południowo-zachodniej części kraju.